# Hemitilapia oxyrhyncha
Hemitilapia oxyrhyncha és una espècie de peix de la família dels cíclids i de l'ordre dels perciformes.

## Morfologia
- Els mascles poden assolir 20 cm de longitud total.[1][2]

## Hàbitat
Viu en zones de clima tropical entre 24 °C-26 °C de temperatura.

## Distribució geogràfica
Es troba a Àfrica: és una espècie de peix endèmica del llac Malawi.